# Viva la Republica
Viva la Republica är den färöiska musikgruppen Tveyhundraðs andra musikalbum. Albumet släpptes år 2005 på skivbolaget TUTL.

## Låtlista
1. Tað Stóra Bankaránið
2. Mamma
3. Tað Einasta Góða
4. Frustreraðir Javnaðarmenn
5. Fjern den Klud
6. MF 666
7. Hin Sambandsflokkurin
8. Muscleman-blað
9. Null Hugsjón
10. Sig Ikki Nei Kaj
11. Pillaavmálaráðharrin
12. Salt í Sárið
13. Punkurin frá Helviti #3
14. Eg Blívi Svakur
15. Tað er Hemmiligt